# Plagiatkontroll
Plagiatkontroll eller plagiatdetektering innebär metoder i syfte att upptäcka textplagiat, ofta med hjälp av plagiatdetektor eller antiplagiatsystem, det vill säga ett automatiskt verktyg. Ett sådant använder sig av information publicerad på Internet för att se om studentuppsatser, forskningsartiklar, tidskriftsartiklar, webbsidor och blogginlägg innehåller citerad text. Vissa av verktygen söker även i en lokal databas av sparade studentuppsatser. Några system jämför dessutom med inskannade böcker på Google books, samt med fulltextversioner av forskningsartiklar, exempelvis på Google Scholar. Resultatet sammanställs i en rapport.
Ett alternativ till automatisk plagiatkontroll är att som lärare manuellt ta stickprov i form av en mening från en misstänkt text, sätta inom citattecken och söka efter meningen med hjälp av någon sökmotor, till exempel Google. Emellertid är det tidsödande och svårt att söka igenom texten lika systematiskt som ett automatiskt verktyg kan göra.

## Fria antiplagiatsystem
Exempel på fria verktyg och tjänster för automatisk plagiatkontroll är:
- Copyscape
- PlagiatCheck
- Fairshare (Avsedd för bloggare och tidningsartiklar som har RSS-flöden)
- ETBLAST (Söker i forskningsartiklar inom vissa discipliner)

## Kommersiella antiplagiatsystem
Exempel på verktyg och tjänster för automatisk plagiatkontroll tillgängliga på den kommersiella marknaden är:
- Ephorus (Nederländsk produkt.)
- GenuineText (Svensk produkt)
- Princix (Schweizisk produkt)
- TurnitIn (Tillägg till den nordamerikanska lärplattformen Blackboard/WebCT)
- Urkund (Svensk produkt)
- PlagScan (Tysk produkt)

## Plagiat, citat, referat och recension
I uppsatser, PM och examensarbeten citerar man normalt inte källor ord för ord, utan i allmänhet refererar man istället sina källor, det vill säga sammanfattar och skriver om med egna ord så som man själv har tolkat och förstått texten. Läraren vill veta vad studenten har lärt sig, och studentens förmåga att tillämpa kunskapen. 
Korta citat används endast om källan har en särskilt välformulerad beskrivning, exempelvis en definition, och markeras med citationstecken vid enstaka meningar, eller blockcitat, det vill säga indragen text, vid hela stycken. 
Enligt citaträtten kan mycket långa citat, som utgör en dominerande del av den egna texten (typiskt flera stycken, sidor eller illustrationer) utgöra upphovsrättsintrång, oavsett om man uppger källa eller ej. Vid universitetsstudier kan det betraktas som plagiat, vilket ofta föranleder disciplinära åtgärder, exempelvis relegering i 2–3 månader. 
För att undvika att studenter frestas att plagiera källor kan lärare formulera uppgifter som inte bara innefattar sammanställning av information från nätet, utan där studenten måste producera egna resultat och slutsatser. Exempelvis kan studenten recensera källan, det vill säga analysera, kritiskt granska och värdera källan, jämföra med andra källor och argumentera för en egen uppfattning.
Oavsett om man citerar, refererar eller recenserar en källa eller hämtar en illustration från källan är det viktigt att källan uppges så detaljerat att läsaren kan hitta den och kontrollera att referatet stämmer, och så att författaren får äran. Även vid fria källor som Wikipedia har författaren attributionsrätt (så kallad ideell upphovsrätt), och därför måste man ange Wikipediaartikelns namn och hämtdatum så att läsaren kan kontrollera vem som bidragit med vad i artikelns historik. Särskilt vid kontroversiella påståenden, sifferuppgifter och definitioner är det viktigt att uppge källa. 
Av källförteckningen bör framgå vilken typ av källa det är frågan om så att läsaren kan värdera hur trovärdig den är, exempelvis om man misstänker att en faktauppgift är fel eller om olika källor säger olika saker. Exempelvis är en bok utgiven på akademiskt förlag och en forskningsartikel mer trovärdig än ett blogginlägg eller en studentuppsats. Vanligen anges källan detaljerat i en källförteckning i slutet av uppsatsen, med uppgift om författare, artikelnamn, boktitel, förlag, årtal, sidnummer, webbadress, hämtdatum och typ av publikation. Samtliga källor måste vara omnämnda i den löpande texten med källhänvisning till källförteckningen. Källhänvisningen formateras enligt någon av följande metoder:
- Efternamn och årtal inom parentes: "(Andersson, 2003)" (Harvardsystemet, vanligt inom samhällsvetenskap och humaniora).
- Siffra inom hakparentes: "enligt [3]" (Vancouversystemet, vanligast inom naturvetenskap och teknik)
- Fotnot: "enligt 3" (Oxfordsystemet)

## Algoritmer
Rabin-Karp-algoritmen möjliggör sökande efter en textsträng inom en text med hjälp av hashfunktion. En av dess huvudtillämpningar är plagiatupptäckande, där enkelsträngsökande algoritmer är opraktiska. 
En annan klass av tekniker för automatiskt plagiatupptäckande använder avståndsberäkningsalgoritmer med ursprung i bioinformatikens mönsterjämförelser av det mänskliga genomet. 

## Källhänvisningar
1. ↑  "Digitala verktyg för plagiatkontroll (Ämnesövergripande)". skolverket.se. Läst 14 mars 2015.